# Muhammad Siddiq Al-Minshawi
 (août 2025).
 (décembre 2020).
 (février 2024).
Si vous disposez d'ouvrages ou d'articles de référence ou si vous connaissez des sites web de qualité traitant du thème abordé ici, merci de compléter l'article en donnant les références utiles à sa vérifiabilité et en les liant à la section « Notes et références ».
 (décembre 2020).
Muhammad Siddiq Al-Minshawi (en arabe : مُحَـمّـد صِـدّيْـق المِـنـشَـاوي), né le 20 janvier 1920  à Al-Manshahia et mort le 20 juin 1969, est un récitateur égyptien du Coran et un Hafiz.
Son Coran récité a été enregistré avec la narration de Hafs an Assim. Il a récité pour la radio égyptienne et il est décédé d'une maladie à 49 ans.

## Biographie

### Enfance et débuts
Cheikh Muhammad est né à Al-Manshahia dans le gouvernorat de Sohag en Égypte, il a achevé la mémorisation du Coran à l'âge de 8 ans. La famille Al-Minsawi est connue pour la récitation du Coran. son père, le cheikh Siddiq al-Minshawi et son grand-père, Tayeb al-Minshawi, et le grand-père de son père sont tous des récitateurs,,. C'est son père qui l'a le plus influencé en lui inculquant l’art de la récitation. puis il a déménagé au Caire avec son oncle, Cheikh Ahmed Al-Sayed, et avec lui il a mémorisé un quart du coran en 1927, puis il a retourné dans sa ville natale pour y terminer la mémorisation et l'étude du Coran sous la direction des cheikhs Muhammad al-Namki, Muhammad Abu al-Ela et Rashwan Abu Muslim.

### Récitation
Cheikh Al-Minshawi a une façon particulière de réciter, celle-ci est caractérisée par une voix respectueuse avec une teinte de tristesse, ainsi elle a été surnommée la Voix qui pleure. Ses débuts étaient avec son père et son oncle dans les soirées, il récita seul un soir de 1952 dans le gouvernorat de Sohag.Il a enregistré le Coran entier dans une Khatma récité, il a aussi une Khatma avec la radio égyptienne, il a une récitation conjointe avec les récitants Kamel Al- Bahtimi et Fouad Al-Arousi. Il a réalisé de nombreux enregistrements à la mosquée Al-Aqsa, au Koweït, en Syrie et en Libye . Il a également récité dans plusieurs mosquées du monde islamique comme la Grande Mosquée de Makkah al - Mukarramah , la mosquée du Prophète à Médine et la mosquée al-Aqsa à Jérusalem. Il a visité certains pays musulmans comme l'Irak , l'Indonésie, la Syrie, le Koweït, la Libye, la Palestine et l'Arabie saoudite.
Cheikh Muhammad a reçu plusieurs distinctions de différents pays notamment en Indonésie, Syrie, Liban et Pakistan. Ils étaient les pionniers des récitateurs égyptiens dans les années cinquante avec le Sheikh Abd al -Basit Abd al-Samad et d'autres. Muhammad Metwally Al-Shaarawi a dit pour décrire la force et l'effet de sa voix: «Lui et ses quatre compagnons recitent poussent les auditeurs à monter avec eux dans un bateau qui navigue dans la mer du Saint Coran, et ce bateau s'arrêtera pas de naviguer jusqu'à la fin des temps».

### Famille
Il s'est marié 2 fois, et de sa première femme, il a eu 4 fils et 2 filles, et de la seconde 5 fils et 4 filles, sa seconde épouse est décédée en accomplissant les rituels du Hadj 1 an avant sa mort[réf. nécessaire].

### Maladie et mort
Atteint d'varices œsophagiennes en 1966, il a continué à réciter le Coran jusqu'à sa mort le 20 juin 1969.